# Hasan Rahimi
Hasan Sabzali Rahimi, pers. حسن سبزعلی رحیمی (ur. 15 czerwca 1989 w Teheranie) – irański zapaśnik startujący w stylu wolnym. Brązowy medalista olimpijski w Rio de Janeiro 2016 w kategorii 57 kg. Ósmy zawodnik igrzysk olimpijskich w Londynie 2012 w wadze 55 kg. Mistrz świata.
Startuje w kategorii wagowej do 55 kg. Trzykrotny medalista mistrzostw świata - złoty mistrzostw świata z Budapesztu w 2013 roku oraz zdobywca srebrnego medalu w 2015 i brązowego w 2011 i 2014 roku. Piąty na igrzyskach azjatyckich w 2010 i ósmy w 2014. Mistrz Azji w 2012. Pierwszy w Pucharze Świata 2014, 2015, 2016 i 2017; drugi w 2010 i 2013; piąty w 2012; dziewiąty w 2009 i dziesiąty w 2011. Mistrz świata wojskowych w 2010 roku.